# Jesús Guzmán Rubio
Jesús Guzmán Rubio (1924 – 2008) fue un escritor, periodista, abogado y político mexicano nacido en San Juan Cacahuatepec, Distrito de Jamiltepec, Oaxaca, en la región Costa.
Abogado por la UNAM en 1950. Primer lugar Premio Nacional en ocasión del Aniversario de la Universidad Autónoma de México con el tema: “Misión de los estudiantes de derecho de la UNAM ante el reto de la modernidad de México”. 
Diputado federal en 3 ocasiones por su estado natal; la primera por el Partido Revolucionario Institucional XLIV Legislatura, la segunda ocasión en la XLIX y en la LI por el PARM, partido del que luego fuera Presidente Nacional por casi 5 años tomándole protesta como su candidato Presidencial y triunfando con el Lic. Miguel de la Madrid Hurtado candidato común con el PRI.
Fundador y Presidente de:
- La Prensa de Oaxaca

- Observatorio político nacional

- Revista Criterio

- Criterio Continental Bilingüe Magazzine

- Editorial Criterio Continental

Casado con la exdiputada federal L legislatura la profesora Arcelia Sánchez Vidarri, tuvieron cinco hijos Jesús, Perla del Carmen, Alma Laura, Carlos Daniel y Alejandro.

## Obra
Entre otros libros escribió:
- La crisis de formación de la juventud

- Realidad del Sistema Político Mexicano

- México y Estados Unidos de América unidos geográficamente, ¿qué los separa?

- Datos: Q5930198